# کاترین وجه
کاترین وجه (انگلیسی: Katrine Veje؛ زادهٔ ۱۹ ژوئن ۱۹۹۱) بازیکن فوتبال اهل دانمارک است.
از باشگاه‌هایی که در آن بازی کرده‌است می‌توان به باشگاه فوتبال ادنسه، باشگاه فوتبال وایله بلدکلوب، باشگاه فوتبال زنان مون‌پلیه، باشگاه فوتبال روزنگرد، و باشگاه فوتبال رین اشاره کرد.
وی همچنین در تیم‌های ملی فوتبال Denmark women's national under-17 football team, Denmark women's national under-19 football team، و زنان دانمارک بازی کرده‌است.